# Flavia de Tusculanis
Flavia de Tusculanis va ser una antiga llei romana. La va presentar el tribú de la plebs Marc Flavi l'any 430 de la fundació de Roma (323 aC). Declarava la guerra a la ciutat de Tusculum, al Latium, per haver-se aliat en contra Roma a les ciutats de Velitres i Privernes.